# Biserica „Sfinții Arhangheli Mihail și Gavriil” din Pitușca
Biserica „Sf. Arhangheli Mihail și Gavriil” este o biserică amplasată în Pitușca, raionul Călărași, Republica Moldova. Este un monument arhitectural de importanță națională inclus în Registrul monumentelor Republicii Moldova ocrotite de stat cu nr. 204 (raionul Călărași). Datează din 1842.